# Aleksei Kossolàpov
Aleksei Víktorovitx Kossolàpov - Алексей Викторович Косолапов (rus) - (17 de març de 1971, Púixkino, Rússia) és un futbolista rus, que juga de defensa. Ha jugat en equips de la lliga russa, com l'Spartak de Moscou, de la lliga espanyola (Sporting de Gijón) o de la del Kazakhstan. Ha estat 8 vegades internacional amb la selecció del seu país, amb la qual ha marcat un gol.

## Títols
- Copa de Rússia: 1996, 1997.
- Lliga del Kazakhstan: 2007, 2008
- Copa del Kazakhstan: 2005, 2008
- Supercopa del Kazakhstan: 2008